# Michael Sugrue

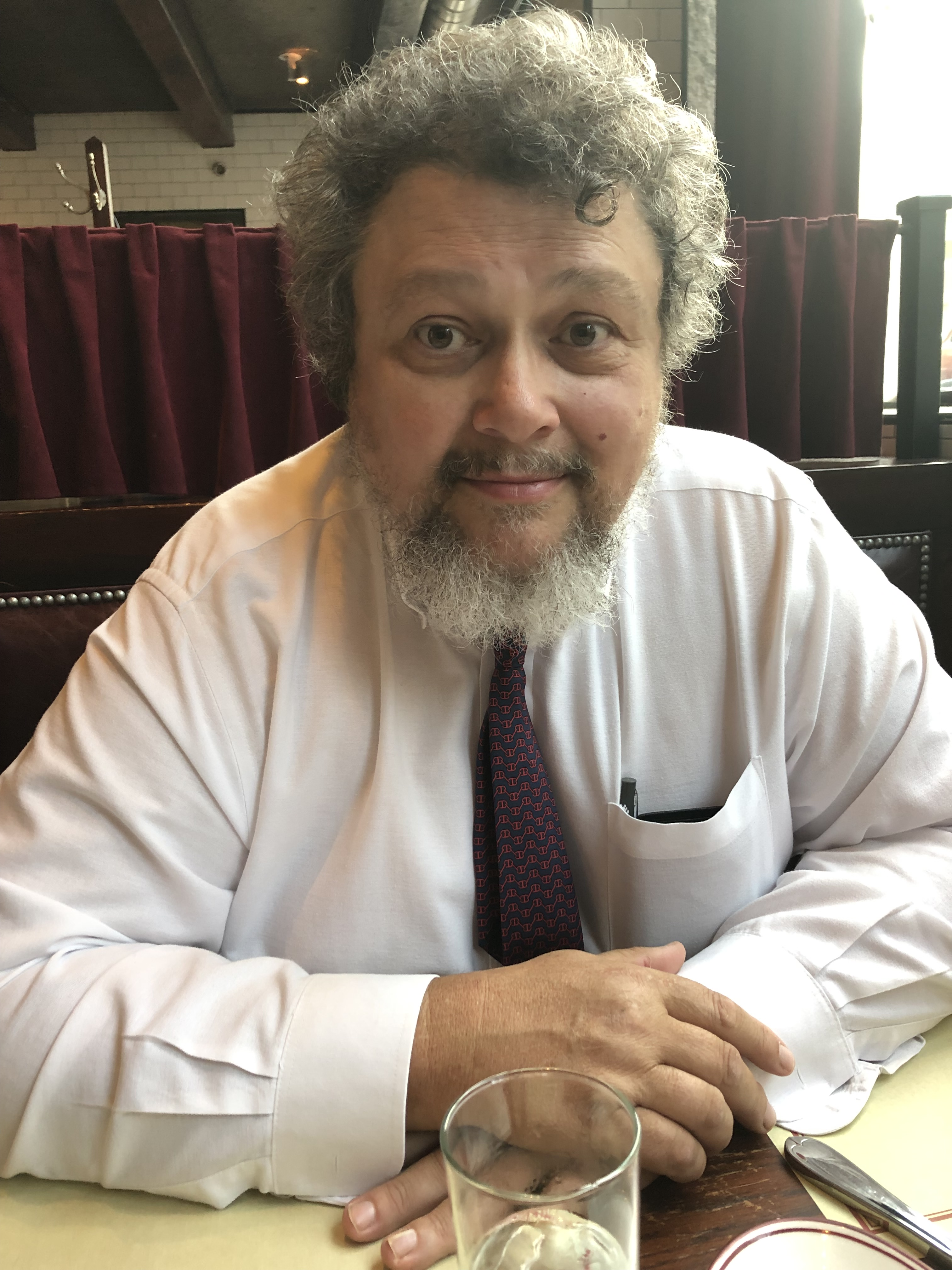
Michael Sugrue, 2019

Michael Joseph Sugrue (* 1. Februar 1957; † 16. Januar 2024) war ein amerikanischer Historiker und Universitätsprofessor. Er war in seiner frühen Karriere als Dozent an der Columbia University und forschte als ein Mellon fellow an der Johns Hopkins University, bevor er an der Princeton University unterrichtete, wo er der Behrman Fellow im Vorstand von Princeton der Gesellschaftswissenschaften war. Nachdem er für länger als 10 Jahre mehrere Positionen am Princeton University gehalten hatte, verließ Sugrue 2004 die Universität, um Professor für Geschichte an der Ave Maria University zu werden. 
2020 bekam Sugrue eine große Zuschauerzahl auf YouTube, als seine Tochter Genevieve Sugrue anfing, seine Ringvorlesung aus dem Jahr 1992 Great Minds of the Western Intellectual Tradition (während er an der Princeton University war) hochzuladen. 

## Frühes Leben und Bildung
Sugrue wuchs in einem irisch-katholischen Haushalt auf. Nach seinem Besuch mehrerer kirchlicher Schulen studierte er an der University of Chicago, wo Allan Bloom und Joseph Cropsey zu seinen Lehrern gehörten, und machte 1979 seinen Bachelorabschluss in Geschichte. Während seines Studiums an der Universität belegte er den ersten Platz bei einem Phi Beta Kappa Essaywettbewerb. Nach seinem Abschluss erwarb Sugrue den Master of Arts (MA), den Master of Philosophy (MPhil) und machte einen Doktor in Geschichte an der Columbia University. Seine Dissertation South Carolina College – The Education of an Antebellum Elite, beendete er 1992.
Sugrues frühe Arbeit als Wissenschaftler konzentrierte sich hauptsächlich auf das South Carolina College und dessen Präsidenten Thomas Cooper im Zusammenhang mit der Sklaverei.

## Akademische Laufbahn
Sugrue lehrte unter anderem am City College of New York, an der Columbia University, dem Manhattan College, der New York University, der Hampton University und dem Touro College. Von 1992 bis 1994 war er Mellon-postdoctoral-fellow an der Johns Hopkins University. Außerdem war er an der Princeton University von 1992 bis 2004 Behrman-Post-Doctoral-Fellow an dem Council of Humanities, Dozent am Humanities Council und Fellow am Institut der Politikwissenschaften.
1992 begegnete Sugrue erstmals Tom Rollins, dem Gründer von The Great Courses, der nach einem Dozenten für die Vorlesung zu Machiavelli im Rahmen einer Reihe über die westliche Philosophie suchte. Sugrue übernahm die Vorlesung. Einige Zeit später wurden als Teil des Great Minds-Programms mit Darren Staloff eine Reihe von Sugrues Vorlesungen gefilmt, darunter Great Minds of the Western Tradition, Great Authors of the Western Literary Tradition und The Bible in Western Culture.
2004 wurde Sugrue Geschichtsprofessor an der Ave Maria University, wo er den Lehrstuhl für Geschichte bekam und 20 Jahre lang lehrte. Während seiner Zeit dort führte er eine Online-Ringvorlesung zum Thema The Great Courses durch unter dem Titel „Plato, Socrates, and the Dialogues“. Er war Vorsitzer des Ausschusses für das Kerncurriculum der Universität. 2021 trat Sugrue von seinen Ämtern zurück.

## YouTube-Kanal
Seit 2020 lädt Sugrues Tochter Genevieve die Videoaufnahmen der Vorlesungen auf YouTube hoch, mit Videos, die teilweise mehr als 2,5 Millionen Aufrufe bekommen. The New York Times berichtete, dass seine Vorlesungen zu einem Internetphänomen während der COVID-19 Pandemie wurden. „Die Vorlesungen, die sie gleich sehen werden“, sagte Michael Sugrue seinen Zuschauern in einem Vorstellungsvideo aufgenommen in 1992, „behandeln die letzten 3000 Jahre westlicher Geistesgeschichte“. Nach der Verbreitung seines Kanals, veröffentlichte Sugrue neue Vorlesungen, sowie aufgezeichnete Diskussionen mit seinem Kollegen Darren Staloff.

## Persönliches Leben
Sugrue war Katholik, er sagte: „Es ist für mich nicht verständlich, dass die Liebe einen geringeren Wert als die Wahrheit hat … Ich mag beides.“ Er wurde mit Krebs in 2011 diagnostiziert und durchging Chemotherapie bis zu seinem Lebensende. Während seiner Erkrankung soll er eine stoische Haltung gehabt haben, er sagte: „Krank sein lehrt, dass man nicht die Kontrolle hat, dass man nicht die Verantwortung trägt … und man muss lernen mit dem Blatt zu spielen, das einem ausgeteilt wurde.“ Sugrue starb in Naples, Florida, am 6. Januar 2024, durch Komplikationen aufgrund von Prostatakrebs.

## Werke
- Michael Sugrue: South Carolina College: The Education of an Antebellum Elite. Columbia University. (1992)
- Michael Sugrue: 'We Desired Our Future Rulers to be Educated Men': South Carolina College, the Defense of Slavery, and the Development of Secessionist Politics. In: History of Higher Education Annual. 14. Jahrgang, 1994, S. 39–71 (englisch).